# Маркус Паулу
Ма́ркус Па́улу (порт. Marcos Paulo Simões; 1 мая 1951 — 11 ноября 2012) — бразильский актёр, режиссёр и продюсер.

## Биография
Маркус Паулу является приёмным сыном бразильского режиссёра Висенти Са́ссу. В 1967 году Маркус дебютировал в теленовелле «Грозный перевал» который транслировали по телеканалу в Сан-Паулу.
Маркус Паулу был женат шесть раз. Его первая жена итальянская модель Тина Серина (1970—1971), от которой в 1971 году родилась дочь Ванесса Симоис. Второй женой стала журналистка и актриса Марсия Мендес (1976—1977). В 1978 году женится на журналистке Белизе Рибейру. В 1981 году женится на актрисе Ренате Сорра, от которой в 1981 году родилась вторая дочь Мариана Симоис, а в 1984 году Рената подала на развод. Пятой женой Маркуса стала актриса Флавия Алессандра (1997—2002), а в 2000 году у них родилась дочь Жулия Симоис. Последней женой Маркуса (с 2006 года) стала Антония Фонтенелле.
Маркус Паулу умер рано утром 11 ноября 2012 года у себя дома в Барра. Причиной смерти стали рак пищевода и лёгочная эмболия.